# カルマルカ*サークル
『カルマルカ*サークル』は、SAGA PLANETSにより制作された恋愛アドベンチャーゲームである。2013年9月27日に株式会社ビジュアルアーツからWindows向けに18禁として発売され、2017年6月29日・2018年5月24日にエンターグラムからPlayStation Vita・PlayStation 4向けにCERO:Cとして発売された。2023年8月24日にはNintendo Switch版が発売予定。
本作は、SAGA PLANETSの第18作目となる作品である。企画・原画などは主にSAGA PLANETSに所属する人物が行い、シナリオ・音楽は外注スタッフが制作した。
シナリオは、特殊能力に悩む主人公が、少女たちと協力して悩みの解消を図り、その中の一人の少女と恋仲になる物語である。作品のテーマは「過去の問題で時間が止まっている女の子達が、もう一歩前に進める物語」。本作には伝奇要素が含まれるが、SAGA PLANETSの過去作である四季シリーズと同様に純愛路線を貫いており、明るい作風だとされる。
PC版は、2013年に発売された美少女ゲームを対象とする売上ランキングで11位になった。また、2013年に発売された美少女ゲームが対象のランキングでは、総合部門で最高9位を達成している。

## ゲームシステム
本作は恋愛アドベンチャーゲームであり、主人公の視点から紡がれる文章をプレイヤーは読み進めていく。文章は小説のように地の文と会話文から構成される。ゲーム画面は、背景画像・登場人物の画像・文章の順で奥から手前に向かって重ねて表示される。ゲームを進めていくとプレイヤーは特別なイベントCGを閲覧できる。本作にはCGやBGMを鑑賞できる機能が搭載されており、ゲームを1回以上クリアするとこの機能を使用できるようになる。
本作は選んだ選択肢によって異なった結末に向かって物語が進むゲームである。ゲームを進めていくとある時点でゲームが中断し、選択肢が表示される。選んだ選択肢によって物語の筋道が変わり、ある特定の結末に物語が進む。本作の物語には主に7つの道筋があり、そのうち6つの物語では6人の少女の話がそれぞれ展開し、残りの1つでは本作の詳細な設定が明かされる。すべての物語を読むには、プレイヤーはゲームを複数回やり直し、違う選択肢を選んで違う道筋に進む必要がある。

## 世界観・設定
本作には「カルマルカ」と「魔可」というキーワードが登場する。カルマルカとは、過去・現在・未来に関するあらゆる情報が記録されているライブラリである。魔可とは、本作に登場する人物たちが持つ、制御不能な特殊能力のことである。魔可は7つの能力に限定され、それぞれ嫉妬・怠惰・色欲・憤怒・暴食・強欲・傲慢という名称が付いている。
物語の舞台は、島に建つ学園・星海学園である。星海学園には、星渡り同好会という、魔可の持ち主が集まりカルマルカを調査する同好会がある。儀式を行いカルマルカに接続できれば魔可を消せると言われており、その噂を信じる星渡り同好会のメンバーは、カルマルカに接続しようと画策している。

## あらすじ
異常な怪力を発揮する「憤怒」という魔可を持つ主人公・御影 海人は、魔可を消すために星渡り同好会に入会する。そこで海人は5人のヒロインと出会い、少女たちとカルマルカへの接続を目指して日々を過ごしていく。

### 登場人物
本作ではメインキャラクターとして、主人公の海人のほか、5人のヒロインとなる天ヶ瀬 奈月（あまがせ なつき）・朝比奈 晴（あさひな しん）・夏目 暦（なつめ こよみ）・乙音 ニコル（おとね ニコル）・高坂 夕姫羽（こうさか ゆきは）が登場する。各ヒロインの詳細は、各個別ルートのあらすじで述べる。
他にもサブキャラクターが登場する。曽根原 蓮（そねはら れん）は星渡り同好会に所属する少年。趣味は女装と占いで、特技はネイルケアである。小柄で華奢な体格で、背が小さいために上目遣いで人を見る癖がある。笹倉 未来（ささくら みらい）は星海学園の3年生で、生徒会書記を務める少女。星渡り同好会に対して敵対的な態度を取る。成海 杏（なるみ あん）・成海 大吾（なるみ だいご）は双子の姉弟にして海人の幼なじみで、星海学園の2年生に所属している。川嶋 南々見（かわしま ななみ）はリサイクルショップで働く女性。神楽坂 弦十郎（かぐらざか げんじゅうろう）は、星海学園の理事を務める男性で、星渡り同好会の顧問でもある。

### 共通ルート
海人は、カルマルカに接続し魔可を消すことが目的という、星渡り同好会に誘われる。勧誘になかなか従わない海人だったが、異常な怪力を発揮する魔可の発動を経験し、同好会に入ることを決める。
同好会では儀式の他にも、七夕祭という七夕に行われる学園祭で出し物をしなければならない。七夕祭の出し物がプラネタリウムに決まり、同好会は準備を行う。プラネタリウムの修理を乗り越え、公演は成功を収める。本来の目的である儀式に同好会は取りかかるが、学園の理事・弦十郎から儀式の中止を言い渡されてしまう。同好会の各々は儀式の中止に納得できず、弦十郎の協力なしに儀式を強行するが失敗してしまう。

### 天ヶ瀬奈月ルート
天ヶ瀬奈月は転校生の少女であり、海人の同級生かつ幼なじみでもある。「嫉妬」の魔可の影響で海人を好きになるものの、後には彼のことを本当に好きになり、2人は付き合い始める。2人で過ごすにつれ、海人は奈月が天文学への好奇心を無理に抑えていると気付く。それは、亡くなった天文学者の母親を思い出して辛くなってしまうのを避けるためであった。しかし、海人に「自分のしたいことを偽るのはよくない」と説教され、奈月は再び天文学を志す。
天文学の勉強を再開した奈月に、彼女の父親がより教育環境の整った学園への転校を勧める。奈月は一度は転校に承諾したが、「勉強はいつでもできるが大切なモノはいつ失うか分からない」という考えから、結局は転校を断る。奈月は海人のそばで、天文学者を目指して勉強を続ける。

### 朝比奈晴ルート
朝比奈晴は星海学園屈指の美少女で、海人の同級生。「暴食」という大飯食らいになる魔可を持つ。両親と不仲なために家出をしており、無人島である神島でテント暮らしをしている。家出をしているのは、市議会議員であった彼女の父親が業者と癒着して談合を行ったという噂があり、しかもその業者の手抜き工事が原因で、一人の少女が崩れた壁の下敷きになったためである。世間では晴の父親は人殺しだと噂され、彼女もそれを信じていた。
晴は、自分のテント暮らしを心配して足繁く通う海人と徐々に親しくなり、自分が父親を嫌う理由を打ち明ける。海人に自分の境遇を告白した後、晴は父親から「不正を働いた」と直接には聞いてはいないことに気付く。晴は真実を知るためにカルマルカへ再接続を試みるが、接続直前になって父親の過去を覗くことを止める。それは、「父親の過去を覗くことは彼を疑うことと同義である」という考えからだった。後に晴は父親から事故の真相を聞き、彼と和解する。

### 夏目暦ルート
夏目暦は学園の生徒会長と、星渡り同好会の会長を務める少女。星海学園の2年生である。「怠惰」という突然寝てしまう魔可を持っていることが悩みである。天才少女である暦の意外な一面を知り、海人は彼女を好きになる。海人は暦に告白をし、暦も同じ気持ちでいることを知る。暦の恋人となった海人は、親しい時間を過ごすうちに彼女の行動原理を知る。孤児院の出身であり、両親に捨てられた過去を持つ暦は他人に必要とされたいと思うようになり、自分の気持ちを抑圧してまで他人に求められる行動をする少女に成長していた。
ある日、数学の懸賞金問題を解いたことで、暦は海外の数学研究所から勧誘を受ける。学園の理事は、学園の名声を上げるために、研究所に行くように暦に圧力をかける。自分の能力が必要とされていると感じた暦は研究所に行こうとするが、海人や同好会のメンバーに諭され、自分の気持ちに従い判断することを選ぶ。暦の本当の気持ちは、学園に残って大切な人たちと過ごすことだった。暦は勧誘を断り、チャンスを逃して遠回りになろうとも大切な人たちと一緒にいることを選ぶ。

### 乙音ニコルルート
乙音ニコルは遠い国から留学してきた少女で、星渡り同好会に所属している。同姓から愛されてしまうという「色欲」の能力を持つ。共通ルートでカルマルカへの接続が失敗した後でも、ニコルは諦めずにカルマルカについて調べ続けていた。ニコルには誰よりもカルマルカに固執する理由がある。出身国は政情不安であり、国の未来に希望が持てない状態にある。王族であるニコルは国の状態に責任を感じ、カルマルカを用いて自国の未来を改ざんしたいと考えていた。そして、その考えは星渡り同好会の仲間にも秘密にしていた。
カルマルカの調査を進めるうちに、海人とニコルは親密になっていく。ニコルは海人に自分の秘密を打ち明け、海人に受け入れてもらい安堵する。そんな折にニコルの国で戦争が始まり、王族であるニコルのもとへ反対勢力から刺客が送られてくる。海人の能力と側近の手助けを受けてニコルはなんとか危機を乗り越えるが、自国の危機や父親の体調不良により、日本を離れて帰国する。海人と別れてから数年後、ニコルの国へ海洋学の研究生として海人が訪れ、2人は再会を果たす。

### 高坂夕姫羽ルート
高坂夕姫羽は星海学園の3年生で、生徒会副会長を務める少女。「強欲」の魔可のせいで、自分の意思とは無関係にたくさん買い物をしてしまう。実家は大企業を営んでおり、裕福な家庭で不自由なく育った夕姫羽は、いつしか自分の意思が希薄になっていた。両親から与えられたものを受け入れていれば幸せな環境だったためである。夕姫羽は、両親に交際相手を薦められた際も「考えさせてください」と言い、反抗することはなかった。
しかし、幼なじみである海人と再会して急速に仲が深まるにつれ、 夕姫羽は自分の生き方に疑問を抱くようになる。夕姫羽は家出をし、海人の家に転がり込む。海人が夕姫羽を匿い始めてから1週間後、夕姫羽の兄たちが海人のもとを訪れる。兄や暦から説得を受け、夕姫羽は自分が大切にしているものに気付く。最後には兄たちの力も借り、両親に海人との交際が認められる。

### 成海杏ルート
せっかくの夏休みにも特にすることはなく、海人と大吾は暇を持て余していた。しかし、夏休み終盤の8月20日、大吾宛にメールが届く。メールには、杏の秘密を公にバラされたくなければ指示に従えと脅迫する文面が書かれていた。
メールの指示に従い、海人と大吾は暗号文を解いたり、テディベアを購入したり、指示された場所に赴いたりと、様々な課題をこなしていく。最後の指示に従って灯台に着くと、そこには杏がいた。杏は暇を持て余している2人に楽しんでもらうため、一連のメールを送ったのだった。杏は安堵する2人から誕生日プレゼントとしてテディベアを受け取り、2人には頑張ったご褒美として打上花火を見せる。

### カルマルカアクセスルート
未来が、カルマルカを調査する星渡り同好会を目の敵にしているのには理由があった。未来と仲がよかった南々見が7年前にカルマルカの儀式で記憶障害を負ったためである。そこで、未来はカルマルカに接続し、自分を生贄とすることでカルマルカを消滅させようと考えていた。未来は誰にも目的を打ち明けず、カルマルカへの接続を目指す弦十郎に秘密裏に協力していた。
カルマルカへの再接続ができるという、旧暦の七夕当日。弦十郎と未来を待ち伏せていた海人たちは、未来の口から彼女の目的を聞く。未来に裏切られたことを知った弦十郎は奈月をさらい、彼女を生贄にしてカルマルカに接続しようとする。同好会が総出で弦十郎を追う中、海人は幼い頃に奈月の母親から教わった、生贄を捧げることなくカルマルカを消滅させる方法を思い出す。弦十郎に追いつき、カルマルカを消滅させようとする同好会の各々はカルマルカによって幸福な生活を見せられるが、その誘惑に負けずカルマルカの消滅を願う。
カルマルカが消滅した後、様々な罪を犯してきた弦十郎が処罰される。海人は奈月に告白をし、2人は恋人同士となる。カルマルカという目的を同好会は失ったが、七夕祭に公演したプラネタリウムが好評だったため、同好会を続けることになる。未来は南々見との交流が再開し、同好会の各々との仲も深まっていく。

## 制作

### スタッフ・キャスト
| 役名         | 声優名     |
| ------------ | ---------- |
| 天ヶ瀬奈月   | 澤田なつ   |
| 朝比奈晴     | 富呂尾李杏 |
| 夏目暦       | 夏野こおり |
| 乙音ニコル   | 上原あおい |
| 高坂夕姫羽   | 北見六花   |
| 曽根原蓮     | 森谷実園   |
| 笹倉未来     | 卯衣       |
| 成海杏       | 陽月ひおり |
| 成海大吾     | 小池竹蔵   |
| 川嶋南々見   | 涼森ちさと |
| 神楽坂弦十郎 | 佐藤涼樹   |

本作の企画を行ったのはディレクターのKUROである。シナリオは外注スタッフである瀬尾順・砥石大樹・御厨みくり・律・モーリー・藤井リルケ・高嶋栄二が担当した。原画は、SAGA PLANETSの前作の『はつゆきさくら』でも原画を担当したほんたにかなえ・とらのすけ・ちまろのほか、有末つかさ・茉宮祈芹・風見春樹も原画を担当した。SD原画は都桜和が担当したほか、背景原画は塩澤良憲が担当した。ムービー制作はゆずソフトに所属する「ろど」と、sleepwalker、utaが行った。キャストは表「キャスト」、音楽関係のスタッフは#音楽を参照。

### 企画
本作の制作は『はつゆきさくら』が発売された2012年2月以降に始まり、同作品まで続いた四季シリーズの制作が一段落したこと、四季シリーズのシナリオをすべて手がけた新島夕が退社したことから、新しい流れでやっていくということになった。制作スタッフが企画を考え始めたのは、2012年4月頃である。第18作目は、KUROが企画した本作と不良少女がヒロインの企画という2つの候補があったが、後者の企画は他社と被ることから、本作の企画が採用された。最初期の企画では、猫を助けたら呪いをかけられてしまうという設定だったが、企画の早い段階からカルマルカや魔可という設定に切り替えられ、「七夕」・「星」・「七つの大罪」などをモチーフにし、夏を舞台とした物語となった。企画が決まり、2012年の秋頃からシナリオライターと相談しながら話を膨らませていった。タイトルに使われている「カルマルカ」という名称を考えたのはほんたにかなえで、本作のキーワードである「カルマ」に「ルカ」を付けたらかわいい雰囲気の名称になると提案し、タイトルに採用された。

### キャラクターデザイン
海人の設定には前作『はつゆきさくら』に寄せられた意見が反映されている。『はつゆきさくら』では主人公が不良で口が悪くヒロインに乱暴に接するという性格であり、ユーザーからは主人公の個性が強すぎて嫌だという意見が寄せられた。そこで、本作では海人の個性は少し弱めに設定されている。
奈月は黒髪ロングという設定で、目立つようにカチューシャや髪飾りを追加し、髪に特徴が出るようにデザインされた。晴はお洒落好きという設定のため、様々な小物を付け加えられている。また、髪色は金髪と決まっていたが、髪に付けるリボンは試行錯誤しながらデザインされたという。暦のデザインは中々決まらず難航した。様々な髪型の案が描かれ、最終的にはツインテールのデザインに落ち着いた。ニコルは可愛さを出すため、リボンやフリルが多用されている。夕姫羽は、しっかりした面と可愛さが両立するようにデザインされた。
蓮は女装少年という設定である。物語上でこの設定に意味があるわけではないが、ほんたにかなえが女装の子を入れると面白そうだと提案した結果、この設定になった。未来のデザインも難航し、特にお下げを描くのが大変だったという。杏のデザインには、茉宮祈芹による原案がほぼそのまま採用されている。これは、「好きな雰囲気を詰め込んだ」という茉宮によるデザインが、スタッフの間で最高の出来だと評価されたためである。

### キャスティング
SAGA PLANETSでは、前々作『キサラギGOLD★STAR』まではオーディションによりキャストを選定していた。しかし、前作『はつゆきさくら』では、作品のイメージに合わせてスタッフが声優を指名する形式を採用したという。この流れで、本作においても前作と同じ形式が踏襲された。選定にあたっては、まず各登場人物に相応しいと思う声優を、スタッフ内で複数案寄せ合った。次に、各声優のサンプルボイスを聴いて登場人物のイメージに合っている声優を絞り込み、最終的にスタッフ内で投票し、キャストを選定したという。

### 音楽
作中ではBGMと歌唱曲が流れる。BGMは樋口秀樹と水月陵が制作した。SAGA PLANETS代表のふるによれば、前々作『キサラギGOLD★STAR』の音楽を担当した樋口は今回の作風にも合っていることや、水月による前作『はつゆきさくら』の音楽は非常に好評だったことから、双方とも起用したという。歌唱曲の曲名・スタッフについては以下の通り。
| #  | タイトル                                | 作詞     | 作曲                       | 編曲                       | 歌唱                  |
| -- | --------------------------------------- | -------- | -------------------------- | -------------------------- | --------------------- |
| 1. | 「Floating up」(オープニングテーマ)     | KOTOKO   | 菊田大介 (Elements Garden) | 菊田大介 (Elements Garden) | KOTOKO                |
| 2. | 「find a piece」(2ndオープニングテーマ) | KOTOKO   | 高瀬一矢                   | 高瀬一矢                   | Larval Stage Planning |
| 3. | 「I wish」(エンディングテーマ)          | 樋口秀樹 | 樋口秀樹                   | 樋口秀樹                   | WHITE-LIPS            |

### 広報活動・販売歴

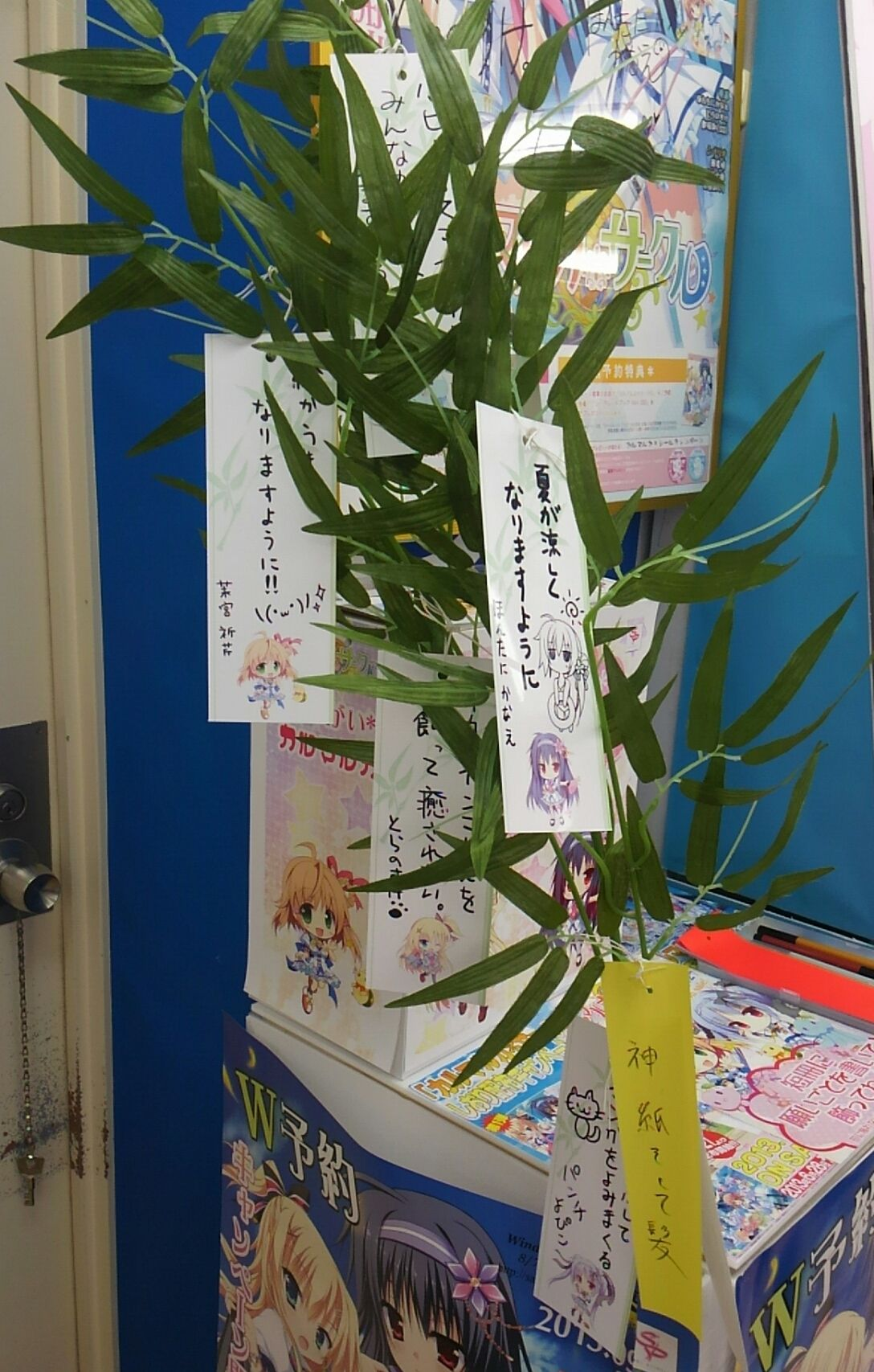
七夕イベント「おねがい*カルマルカ」において使用された、短冊の付いた笹。ソフマップ横浜ビブレ店にて撮影。

本作の発表は、2013年4月に発売されたゲーム情報誌（『PUSH!!』の2013年6月号や『TECH GIAN』の2013年6月号など）で行われた。同年5月2日には公式サイトが公開され、後にホームページ・ブログ用の応援バナーや、Twitter用の素材が配布された。6月14日からは、ゆずソフトの作品である『天色*アイルノーツ』との合同バナーキャンペーンが行われた。また、作品内で七夕を取り扱っていることにちなみ、6月21日から7月7日にかけてゲーム販売店にて七夕イベントが開催された。
PC版は2013年9月27日に発売された。2016年1月22日からは、DMM.com（現：FANZA GAMES）よりPC版のダウンロード販売が開始された。2017年6月29日にエンターグラムよりPlayStation Vita版が発売された。PlayStation 4版は2018年5月24日に発売された。

## 反響

### 売上
はつゆきさくらの2万本を上回って売れている。
PC版は発売月（2013年9月）の美少女ゲーム売上ランキングにおいて、『PUSH!!』・『Getchu.com』・『BugBug』のすべてで1位となっている。『Getchu.com』の売上ランキングでは、翌月（2013年10月）も17位にランクインしている。
2013年に発売された美少女ゲームを対象とする年間の売上ランキングでは、『BugBug』による集計では11位を、『PUSH!!』と『Getchu.com』による集計では10位を獲得している。なお、PC版の具体的な販売本数は各売上ランキングや『カルマルカ＊サークル ビジュアルファンブック』でも明かされていない。
『ファミ通ゲーム白書2018』の集計によれば、PS Vita版は発売日である2017年6月29日から同年12月31日までの間に5,126本販売され、同年の販売本数ランキングでは498位、同年の美少女ゲーム販売本数ランキングでは29位であった。一方、上位30位までを公表した同年6月の販売本数ランキングではランキング圏外であった。
『ファミ通ゲーム白書2019』の集計によれば、PS4版は発売日である2018年5月24日から同年12月30日までの間に862本販売され、同年の販売本数ランキングでは972位であった。一方、上位30位までを公表した同年5月の販売本数ランキング、同年の美少女ゲーム販売本数ランキングでは、ランキング圏外であった。

### 人気投票
| 部門名       | Getchu.com | TECH GIAN | BugBug    |
| ------------ | ---------- | --------- | --------- |
| 総合         | 17位/20位  | 10位/30位 | 9位/20位  |
| シナリオ     | 圏外/10位  | 8位/10位  | 15位/20位 |
| グラフィック | 9位/10位   | 7位/10位  | 部門なし  |
| 音楽         | 圏外/10位  | 9位/10位  | 10位/20位 |
| システム     | 圏外/10位  | 7位/10位  | 圏外/20位 |
| ヴォイス     | 部門なし   | 部門なし  | 10位/20位 |
| ムービー     | 圏外/10位  | 部門なし  | 部門なし  |
| エッチ       | 圏外/10位  | 圏外/10位 | 15位/20位 |

本作は『Getchu.com』の集計によれば、発売月（2013年9月）に出た美少女ゲームを対象とする人気投票において、1位に選ばれた。2014年には、2013年に発売された数百本の美少女ゲームを対象とする人気投票が、『Getchu.com』・『TECH GIAN』・『BugBug』の主催でそれぞれ行われた。キャラクター部門以外の結果を表「2013年発売の美少女ゲーム人気投票」に示す。キャラクター部門の結果を人物ごとにまとめると以下のようになる。
- 天ヶ瀬 奈月は、『BugBug』の「2013年読者が選ぶ美少女ゲーム年間ランキング」で20位中10位に選ばれた[15]。
- 朝比奈 晴は、『Getchu.com』で20位中18位に選ばれた[90]。

なお、「男の娘」専門誌『わぁい!』Vol.15（2013年11月25日発売）で実施された媒体を問わない男の娘キャラクター人気投票において、曽根原蓮は15位を獲得している（「男の娘キャラクターの一覧#人気投票」も参照）。

### 批評
本作について、『ファミ通』2017年7月6日号の吉田・芦田・本間・菅谷による批評、『BugBug』2014年4月号の人気投票企画における編集部の講評、『わぁい!』Vol.15による批評、一般ユーザーからの感想を以下に示す。

### シナリオ・設定
シナリオについては、吉田・本間から読み進めやすいと評されたが、先の展開が予想できるとの欠点が挙げられた。また、設定については、吉田・芦田・本間から、七つの大罪・魔可の設定が活かされていないという趣旨の批判がされ、芦田はストーリを重視する人にはいまいちな作品だと評した。一方、菅谷は個別ルートでは魔可の設定があまり触れられず消化不良を起こすが、カルマルカアクセスルートまで辿り着くことでようやく設定が腑に落ちたと評した。一般ユーザーからも、PC版にてシナリオはもう少し頑張って欲しいという意見があったとふるは語った。

### ラブコメディ・キャラクター
ラブコメディ要素については、吉田・芦田・本間からヒロインが可愛らしいと評され、本間はヒロインの表情が刻々と変わること、芦田は会話が楽しめるということを、評価の観点として挙げている。菅谷は、一見するとキャラクターや物語に癖がある印象だが、その実真っ直ぐな純愛が描かれていると評した。吉田は総評としてギャルゲーのツボをきちんと押さえていると述べた一方で、本間はサブキャラクターにも魅力があるが、PS Vita版の新要素として彼女らの物語が追加されて欲しかったと述べている。一般ユーザーからは、PC版にてサブキャラクターを攻略させて欲しいという意見があったとふるは語った。
『わぁい!』Vol.15は、小さな背丈で上目遣いに見てくる曽根原蓮の「男の娘」ぶりがハイレベルであるとしている。主人公に邪険に扱われたときに見せる表情が豊かであるとし、女装癖が魔可のせいでなく単なる趣味であるところも魅力的であると評している。

### グラフィック・システム
グラフィックについては、吉田から及第点と評されたほか、本間からは衣装のバリエーションが多いことが指摘された。一般ユーザーからは、PC版にて原画に関して好意的な意見が多かったとふるは語った。システムについては、吉田は一通りの機能が揃っていると評した。

### 総評
『BugBug』編集部は、同誌の人気投票企画で総合部門9位を獲得したことに対し、「大罪がときに欠点となっているヒロインたちの魅力を実力派スタッフたちが最大限に引き出し」たと講評した。『ファミ通』2017年7月6日号では、吉田・芦田・本間・菅谷がそれぞれ7, 7, 6, 7点をつけ、40点満点中27点という結果であった。

## 関連商品
カルマルカ＊サークル コンプリートサウンドトラック
本作のサウンドトラック。2013年12月20日に発売した。オープニング・2ndオープニング・エンディング等の主題歌と、作中で使用されたBGMが収録されている。
カルマルカ＊サークル ビジュアルファンブック
本作のビジュアルファンブック。イベントCGや雑誌・特典イラスト・スタッフインタビューなどが収録されている。ISBN 978-4-86-379190-9。
上記のほか、ヒロインの抱き枕カバー（晴、ニコル、暦、奈月、杏）が発売された。